# Jennie Kim

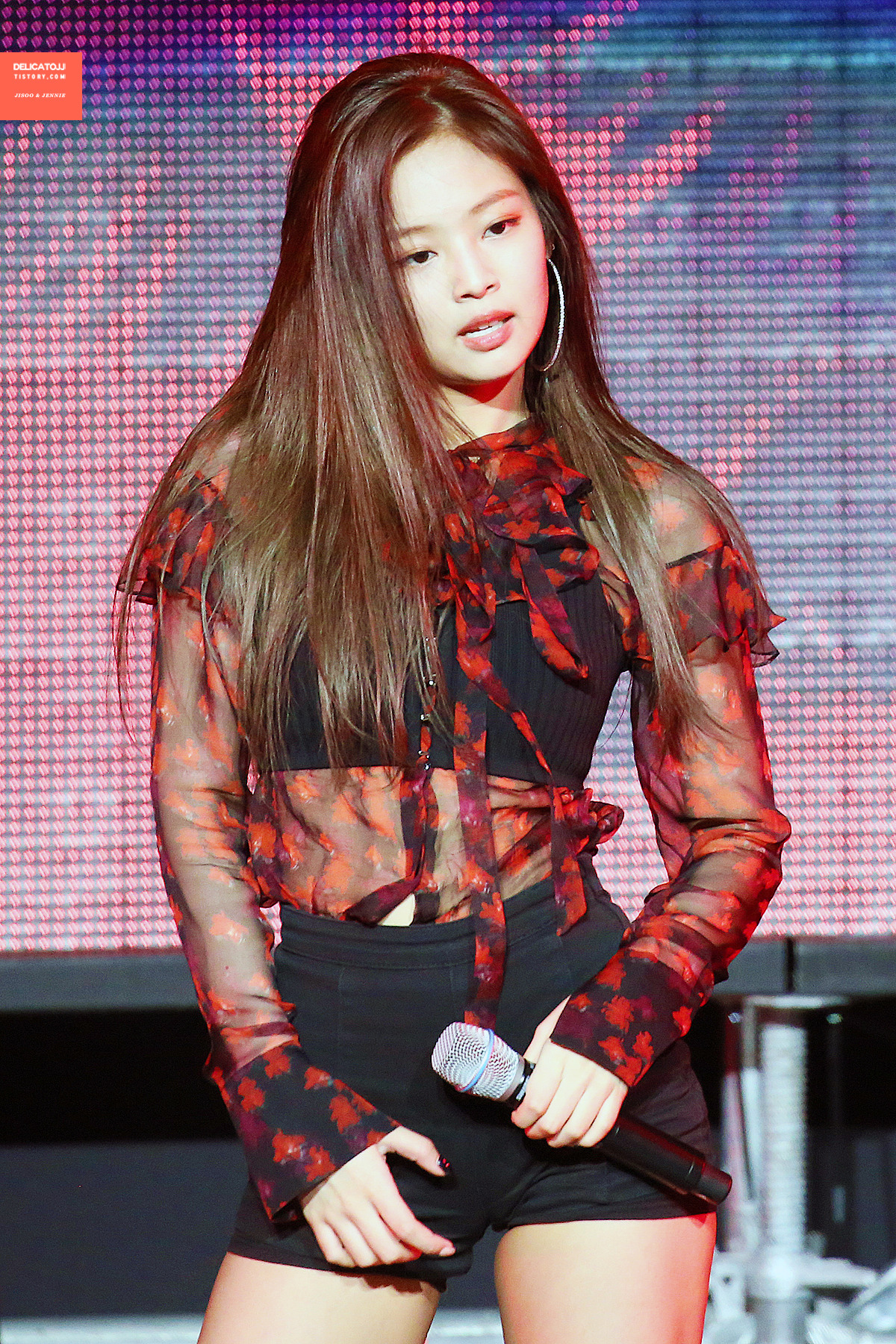
Jennie Kim bij YG x UNICEF Festival

Jennie Kim (Hangul: 김제니; RR: Gim Je-ni) (Seoel, 16 januari 1996), ook bekend onder haar artiestennamen Jennie en Jennie Ruby Jane, is een Zuid-Koreaanse zangeres, rapster en actrice. Ze is sinds 2016 lid van de K-pop-meidengroep Blackpink, samengesteld door YG Entertainment in augustus 2016.

## Biografie
Jennie werd geboren in Seoel, Zuid-Korea maar verhuisde op haar 8ste alleen naar Auckland, Nieuw-Zeeland  en woonde en studeerde daar 5 jaar lang. Op haar 14e kwam ze terug naar Zuid-Korea. Haar moeder wilde dat ze ging studeren in de Verenigde Staten, maar zij zelf gaf aan dit niet te willen en iets in de muziek te willen doen. Toen deed ze auditie voor YG Entertainment. Ze werd geselecteerd als trainee en trainde 6 jaar voor haar debuut in Blackpink met 'Boombayah'. Jennie spreekt 3 talen: Koreaans, Engels en Japans. Toen YG Entertainment Jennie aankondigde als toekomstig lid van hun nieuwe meidengroep werd er gedacht dat ze uit Nederland kwam, dit komt door misvertalingen uit het Koreaans. In werkelijk kwam ze uit Nieuw-Zeeland.

## Carrière
In augustus 2016 kwam Jennie's debuut in de meidengroep Blackpink. Er kwamen twee digitaal uitgebrachte singles, "Square One" en "Square Two", en twee ep's "Blackpink" en "Square Up". Tijdens een concert van Blackpink werd Jennie's solodebuut bekendgemaakt met de single "Solo". Dit nummer werd de meest bekeken muziekvideo van een vrouwelijke K-pop soloartiest in de eerste 24 uur na uitgave. Het nummer bleef twee weken lang op de eerste plek in de digitale en streaminghitlijsten van Gaon Music Chart.

## Solodiscografie
- "Special" (2013, samen met Lee Hi)
- "GG Be" (2013, samen met Seungri)
- "Black" (2013, samen met G-Dragon)
- "Solo" (12 november 2018)
- "You & Me" (6 oktober 2023)
- "Mantra" (2024)
- "Love Hangover" (2024, samen met Dominic Fike)
- "Like Jennie" (7 maart 2025)
- "Handlebars" (11 maart 2025, samen met Dua Lipa)

## Prijzen en nominaties
| Jaar | Prijs                   | Categorie           | Nummer | Resultaat |
| ---- | ----------------------- | ------------------- | ------ | --------- |
| 2019 | Gaon Chart Music Awards | Nummer van het jaar | "Solo" | Gewonnen  |